# 杜比納 (克拉西利夫市鎮)
49°43′35″N 26°47′32″E / 49.72639°N 26.79222°E
杜比納（羅馬化：Dubyn）是位於烏克蘭西部赫梅利尼茨基州赫梅利尼茨基區克拉西利夫市鎮的村莊。該村面積0.39平方公里，海拔高度335米，2001年人口50，人口密度每平方公里128.5人。